# Wendie Renard
Pour les articles homonymes, voir Renard (homonymie).
Wendie Renard est une footballeuse internationale française, née le 20 juillet 1990 à Schœlcher en Martinique. Elle joue au poste de defenseur central  à l'Olympique lyonnais (OL).
Elle est considérée comme l'une des meilleures défenseures de l'histoire du football féminin.
Avec l'OL, elle remporte notamment dix-huit Championnats de France, dix Coupes de France, trois Trophée des championnes et huit Ligue des champions.
Avec l'équipe de France, elle est notamment quatrième lors de la Coupe du monde de 2011 et aux Jeux olympiques de 2012, ainsi que demi-finaliste de l'Euro 2022.

## Biographie
Wendie Renard commence le football à l'âge de sept ans à l'Essor Préchotin (au Prêcheur) au sein d'une équipe de garçons. En août 1998, alors qu’elle a 8 ans, son père dont elle est très proche décède d'un cancer des poumons. À l'âge de 15 ans, elle intègre le pôle outre-mer du lycée du François et joue en fin de semaine avec le Rapid Club du Lorrain.
Ses qualités physiques et techniques sont repérées par le conseiller technique régional de la ligue martiniquaise, Jocelyn Germé et elle passe le concours d'entrée du centre national de formation et d'entraînement de Clairefontaine. Malgré l'échec aux tests, Farid Benstiti, entraîneur de l'équipe de l'Olympique lyonnais remarque ses capacités et elle intègre le centre de formation lyonnais. 

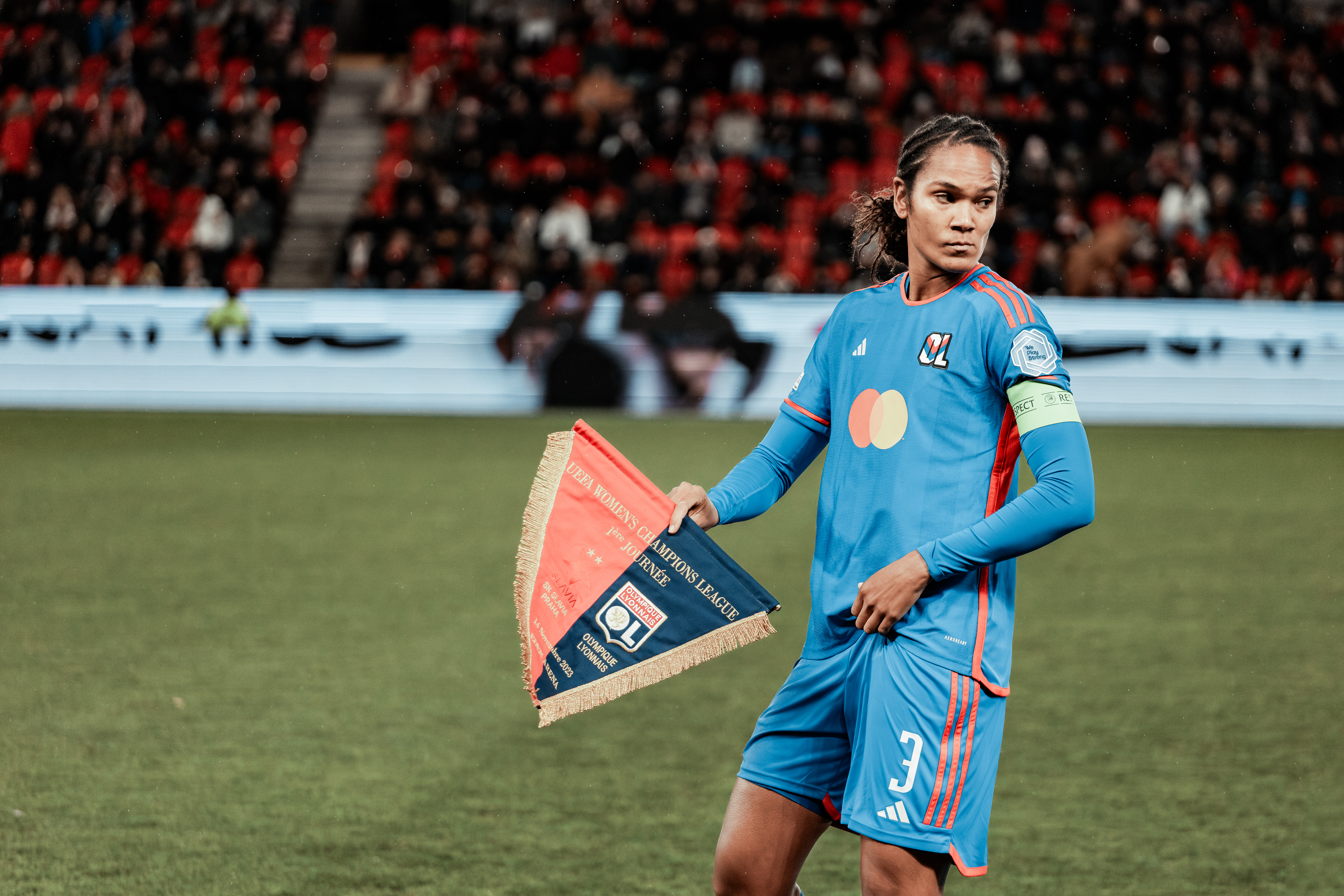
Wendie Renard avec l'Olympique lyonnais en 2023.

Elle intègre le groupe professionnel en juillet 2007 et en octobre, elle est sélectionnée en équipe de France des moins de 19 ans par Stéphane Pillard pour deux matchs amicaux contre l'Angleterre. En 2008, elle devient une des pièces maîtresses de l'Olympique lyonnais.
En 2018, elle est nommée pour le prix « The Best de FIFA ». Lors de la saison 2018-2019, elle est déléguée club de l'UNFP au sein de l'OL. Le 8 octobre 2018, la joueuse est nommée parmi les quinze prétendantes au premier Ballon d'or féminin (elle se classera 7e).
Le 12 septembre 2021, elle joue son 400e match avec l'OL, lors de la rencontre face au Dijon Football Côte-d'Or, match comptant pour la troisième journée de championnat. Le 16 mars 2022, l'Alliance contre le tabac (ACT) lui décerne le prix ACT-Maurice-Tubiana (mention « Prix spécial du jury ») pour son engagement contre la consommation de cigarette.
En mai 2025, Wendie Renard dispute son 500e match avec l'Olympique Lyonnais. Deux semaines plus tard, elle remporte son 18e titre de championne de France avec son club formateur.

### En sélection
Wendie Renard dispute ensuite avec les Bleues le Championnat d'Europe de football des moins de 19 ans 2008 puis la coupe du monde des moins de 20 ans au Chili où la France termine quatrième

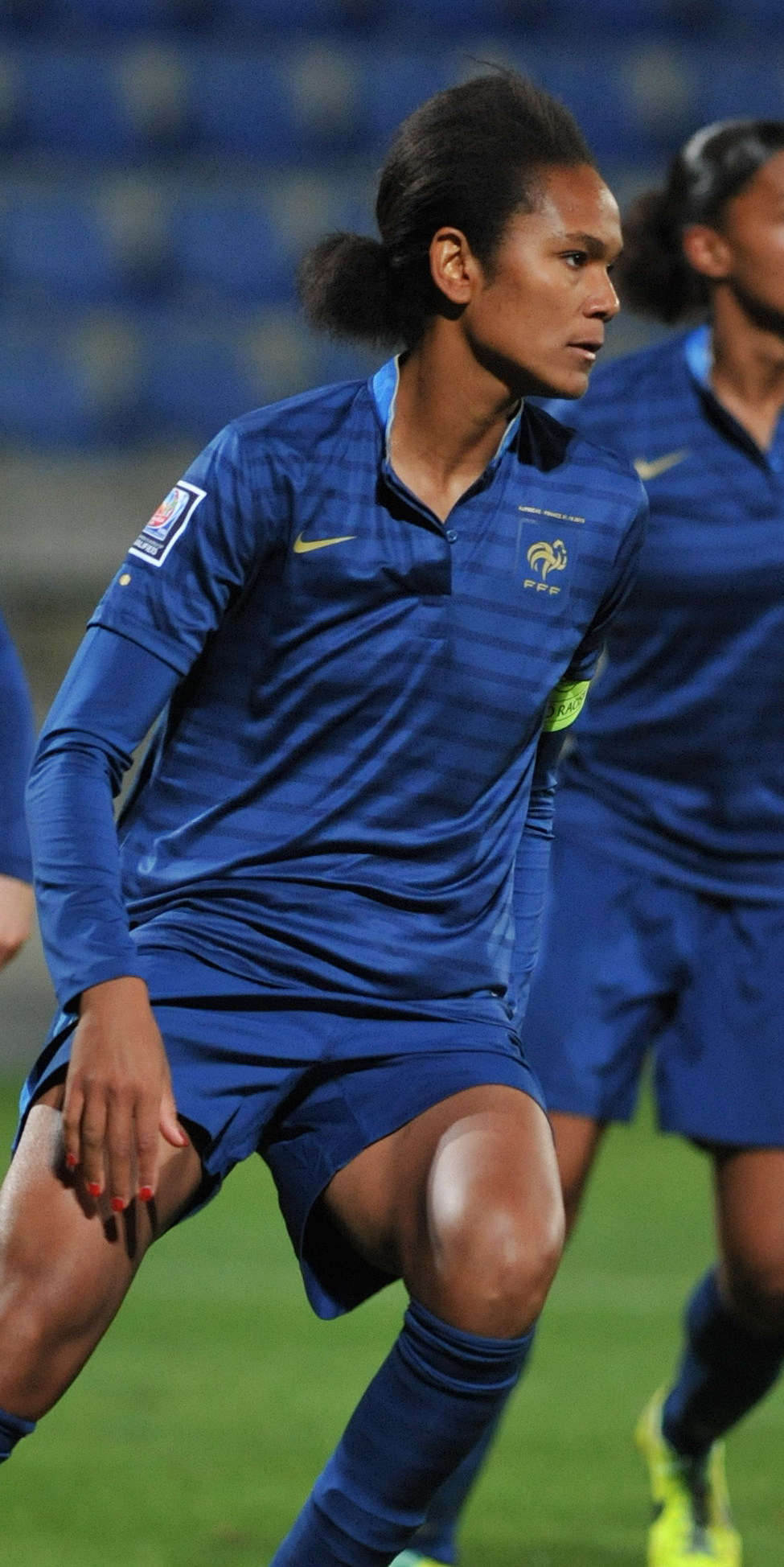
Wendie Renard avec l'équipe de France en 2013.

En mars 2011, elle est appelée pour la première fois en sélection A par Bruno Bini lors du tournoi de Chypre. Elle dispute son premier match en bleue face à la Suisse (victoire 2-0). En fin de saison, lors de la ligue des champions de l'UEFA, elle marque le premier but des Lyonnaises contre le 1. FFC Turbine Potsdam (2-0). L'année suivante, elle réussit avec ses coéquipières lyonnaises le triplé remportant championnat de France, coupe de France et Ligue des champions. Sélectionnée par Bruno Bini, elle dispute les Jeux olympiques.
En avril 2015, elle est sélectionnée par Philippe Bergeroo pour participer à la Coupe du monde de football au Canada. Capitaine, elle forme ainsi avec Laura Georges une charnière centrale solide permettant à la France de n'encaisser que trois buts lors de la compétition. Elle échoue finalement avec ses coéquipières en quart de finale, battue par l'Allemagne (1-1, t.a.b : 6-5). Elle est toutefois élue dans le onze-type de la compétition par les supporters. En août 2016, elle est la capitaine de l'équipe de France qui atteint les quarts de finale des Jeux olympiques, éliminée par le Canada. En septembre 2017, lors de sa nomination, Corinne Diacre décide de lui retirer le brassard de capitaine de la sélection. Le 2 mai 2019, elle fait partie des 23 bleues sélectionnées pour disputer la Coupe du monde 2019. Le 7 juin 2019, lors du match d'ouverture, elle inscrit un doublé face à la Corée du Sud et est désignée « joueuse du match » (score final 4-0),,.
En 2021, elle redevient capitaine de l'équipe de France. En 2022, elle participe au championnat d'Europe qui se déroule du 6 au 31 juillet en Angleterre. Le 24 février 2023, à cinq mois de la Coupe du monde (20 juillet – 20 août) en Australie et en Nouvelle-Zélande, elle annonce, avec Kadidiatou Diani et Marie-Antoinette Katoto, leur mise en retrait de l'équipe de France. La FFF en prend note et rappelle « qu’aucune individualité n’est au-dessus de l’institution Équipe de France ». Selon Le Parisien l'objectif des 3 joueuses est le départ de Corinne Diacre et de son staff et une évolution de la gouvernance autour du football féminin. Le 9 mars 2023, le Comité exécutif de la Fédération française de football met fin au contrat de Corinne Diacre,. Le 31 mars 2023, elle fait son retour en équipe de France après avoir été appelée par le nouvel entraîneur des Bleues, Hervé Renard.
Elle est titulaire lors des matchs de la Coupe du monde 2023 en Australie, où l'équipe de France s'incline en quarts de finale contre le pays hôte.
En mai 2025, le nouveau sélectionneur, Laurent Bonadei, décide de ne pas convoquer Wendie Renard pour le nouveau rassemblement de l'équipe de France afin, explique-t-il, de préparer l'avenir. Début juin 2025, elle n'est pas convoquée non plus par Laurent Bonadei pour l'Euro 2025, confirmant ainsi la fin de son aventure avec les Bleues. Selon ses proches, la joueuse, qui ne s'est pas exprimée depuis cette décision, serait « effondrée » par cette non-convocation. Quelques semaines plus tard, elle fait part de son incrédulité lors d'une interview. Au cours de la compétition, des joueuses d'autres sélections font aussi part de leur incompréhension vis à vis de cette non-convocation.

## Statistiques
Les tableaux ci-dessous résume les statistiques en matchs officiels de Wendie Renard durant sa carrière de joueuse professionnelle,,.

### En club
| Saison                | Club                  | Championnat           | Championnat | Championnat | Coupe(s) nationale(s) | Coupe(s) nationale(s) | Supercoupe | Supercoupe | Compétition(s) continentale(s) | Compétition(s) continentale(s) | Compétition(s) continentale(s) | Total | Total |
| Saison                | Club                  | Division              | M.          | B.          | M.                    | B.                    | M.         | B.         | Comp.                          | M.                             | B.                             | M.    | B.    |
| 2006-2007             | Olympique lyonnais    | Division 1            | 2           | 0           | 1                     | 0                     | -          | -          | -                              | -                              | -                              | 3     | 0     |
| 2007-2008             | Olympique lyonnais    | Division 1            | 14          | 2           | 3                     | 1                     | -          | -          | C1                             | 6                              | 2                              | 23    | 5     |
| 2008-2009             | Olympique lyonnais    | Division 1            | 19          | 2           | 3                     | 0                     | -          | -          | C1                             | 4                              | 0                              | 26    | 2     |
| 2009-2010             | Olympique lyonnais    | Division 1            | 20          | 6           | 3                     | 0                     | -          | -          | C1                             | 9                              | 0                              | 32    | 6     |
| 2010-2011             | Olympique lyonnais    | Division 1            | 20          | 2           | 3                     | 0                     | -          | -          | C1                             | 9                              | 3                              | 32    | 5     |
| 2011-2012             | Olympique lyonnais    | Division 1            | 20          | 9           | 4                     | 1                     | -          | -          | C1+MC1                         | 8+2                            | 1+0                            | 34    | 11    |
| 2012-2013             | Olympique lyonnais    | Division 1            | 13          | 3           | 5                     | 2                     | -          | -          | C1                             | 7                              | 3                              | 25    | 8     |
| 2013-2014             | Olympique lyonnais    | Division 1            | 19          | 7           | 6                     | 1                     | -          | -          | C1                             | 4                              | 0                              | 29    | 8     |
| 2014-2015             | Olympique lyonnais    | Division 1            | 21          | 10          | 4                     | 1                     | -          | -          | C1                             | 4                              | 1                              | 29    | 12    |
| 2015-2016             | Olympique lyonnais    | Division 1            | 15          | 6           | 3                     | 4                     | -          | -          | C1                             | 6                              | 1                              | 24    | 11    |
| 2016-2017             | Olympique lyonnais    | Division 1            | 16          | 6           | 4                     | 0                     | -          | -          | C1                             | 8                              | 2                              | 28    | 8     |
| 2017-2018             | Olympique lyonnais    | Division 1            | 17          | 5           | 5                     | 3                     | -          | -          | C1                             | 8                              | 4                              | 30    | 12    |
| 2018-2019             | Olympique lyonnais    | Division 1            | 17          | 8           | 4                     | 2                     | -          | -          | C1                             | 9                              | 4                              | 30    | 14    |
| 2019-2020             | Olympique lyonnais    | Division 1            | 14          | 7           | 5                     | 2                     | 1          | 0          | C1                             | 6                              | 5                              | 26    | 14    |
| 2020-2021             | Olympique lyonnais    | Division 1            | 20          | 10          | 1                     | 1                     | -          | -          | C1                             | 5                              | 3                              | 26    | 14    |
| 2021-2022             | Olympique lyonnais    | Division 1            | 16          | 2           | 2                     | 2                     | -          | -          | C1                             | 9                              | 3                              | 27    | 7     |
| 2022-2023             | Olympique lyonnais    | Division 1            | 21          | 7           | 5                     | 1                     | 0          | 0          | C1                             | 8                              | 0                              | 34    | 8     |
| 2023-2024             | Olympique lyonnais    | Division 1            | 12+2        | 5+1         | -                     | -                     | 1          | 0          | C1                             | 6                              | 0                              | 21    | 6     |
| 2024-2025             | Olympique lyonnais    | Division 1            | 15+2        | 4+1         | 0                     | 0                     | 0          | 0          | C1                             | 9                              | 3                              | 26    | 8     |
| Total sur la carrière | Total sur la carrière | Total sur la carrière | 315         | 103         | 61                    | 21                    | 2          | 0          | -                              | 125                            | 35                             | 503   | 159   |

### En sélection
Le tableau suivant dresse les statistiques de Wendie Renard en équipe de France par année.
| Sélection | Année | Statistiques | Statistiques |
| Sélection | Année | Matchs       | Buts         |
| --------- | ----- | ------------ | ------------ |
| France    | 2011  | 13           | 1            |
| France    | 2012  | 19           | 5            |
| France    | 2013  | 14           | 9            |
| France    | 2014  | 14           | 1            |
| France    | 2015  | 15           | 1            |
| France    | 2016  | 9            | 1            |
| France    | 2017  | 14           | 1            |
| France    | 2018  | 6            | 1            |
| France    | 2019  | 14           | 4            |
| France    | 2020  | 4            | 1            |
| France    | 2021  | 4            | 4            |
| France    | 2022  | 13           | 4            |
| France    | 2023  | 16           | 4            |
| France    | 2024  | 8            | 1            |
| Total     | Total | 163          | 38           |

## Palmarès
| Palmarès |
| --- |

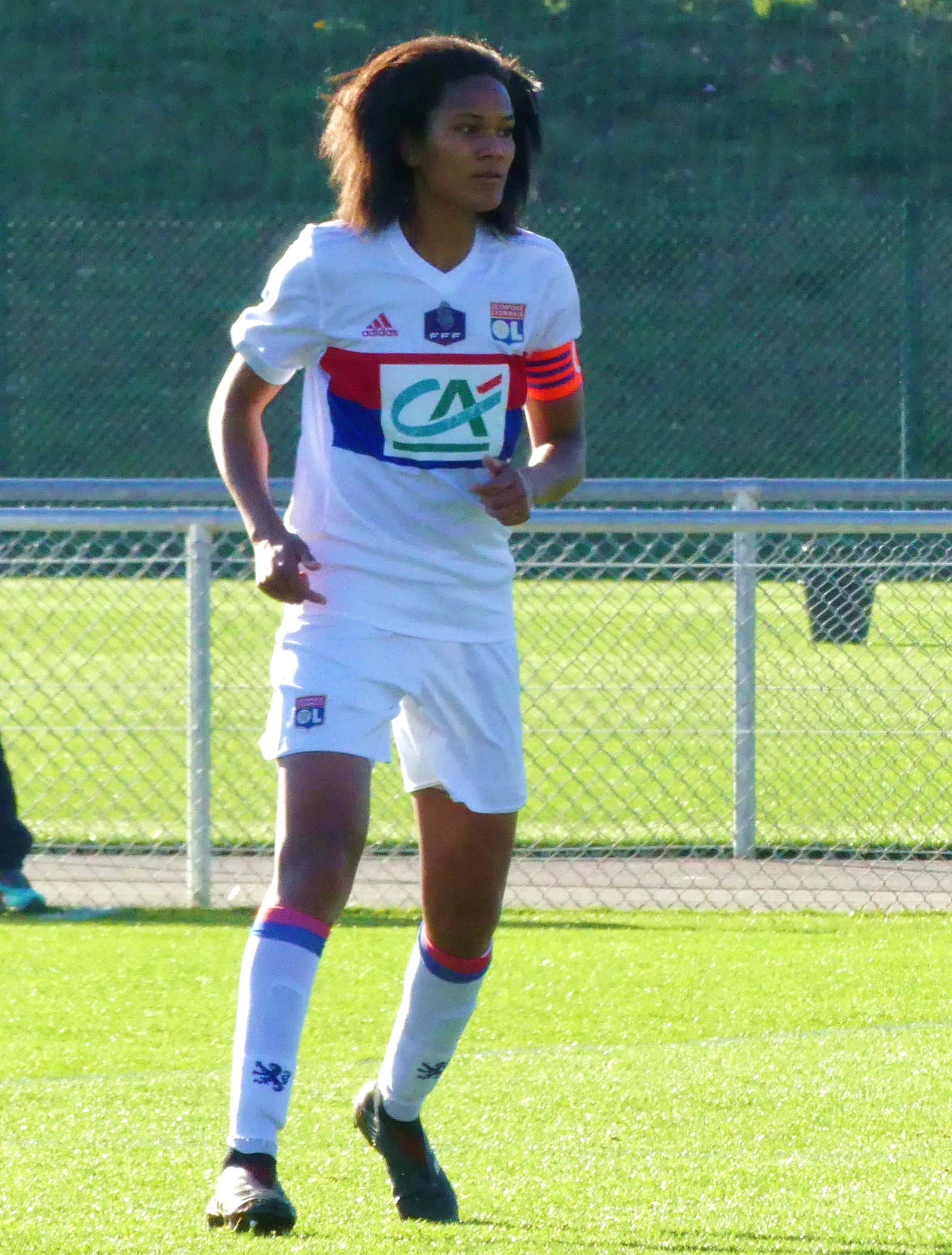
Wendie Renard lors de son match avec l'Olympique lyonnais en février 2018.

| Olympique lyonnais : - Championnat de France (18) : - Championne : 2007, 2008, 2009, 2010, 2011, 2012, 2013, 2014, 2015, 2016, 2017, 2018, 2019, 2020, 2022, 2023, 2024 et 2025 - Coupe de France (10) : - Vainqueure : 2008, 2012, 2013, 2014, 2015, 2016, 2017, 2019, 2020 et 2023 - Trophée des championnes (3) : - Vainqueure : 2019, 2022 et 2023 - Ligue des champions (8) : - Vainqueure : 2011, 2012, 2016, 2017, 2018, 2019, 2020 et 2022 - Mobcast Cup (1) : - Vainqueure : 2012 - Women's International Champions Cup (2) : - Vainqueure : 2019 et 2022 - Trophée Veolia Féminin (1) : - Vainqueure : 2020 - Valais Cup (1) : - Vainqueure : 2014 Équipe de France : - Tournoi de France (3) : - Vainqueure : 2020, 2022 et 2023 - Coupe de Chypre (2) : - Vainqueure : 2012 et 2014 - SheBelieves Cup (1) : - Vainqueure : 2017 |

## Distinctions personnelles

### Décoration
- Chevalière de l'ordre national du Mérite en 2022[32],[33]

### Autres distinctions
| Pays        | Distinctions                     | Catégorie                                                    | Date | Résultats |
| ----------- | -------------------------------- | ------------------------------------------------------------ | ---- | --------- |
| France      | Lions du Sport                   | Lion d'Or                                                    | 2012 | Lauréat   |
| France      | Lions du Sport                   | Lion d'Argent                                                | 2013 | Lauréat   |
| Pays-Bas    | FIFPro Awards                    | Prix défenseure FIFPro Women's World XI                      | 2015 | Lauréat   |
| Pays-Bas    | FIFPro Awards                    | Prix défenseure FIFPro Women's World XI                      | 2016 | Lauréat   |
| Allemagne   | IFFHS                            | Défenseure de l'équipe mondiale féminine IFFHS               | 2017 | Lauréat   |
| Pays-Bas    | FIFPro Awards                    | Prix défenseure FIFPro Women's World XI                      | 2017 | Lauréat   |
| Allemagne   | IFFHS                            | Défenseure de l'équipe mondiale féminine IFFHS               | 2018 | Lauréat   |
| Royaume-Uni | Visa PotM Awards                 | Meilleure joueuse du match                                   | 2019 | Lauréat   |
| Pays-Bas    | FIFPro Awards                    | Prix défenseure FIFPro Women's World XI                      | 2019 | Lauréat   |
| Suisse      | The Best FIFA Football Awards    | Meilleure défenseure                                         | 2019 | Lauréat   |
| Allemagne   | IFFHS                            | Défenseure de l'équipe mondiale féminine IFFHS               | 2019 | Lauréat   |
| France      | Trophée France Football          | Meilleure joueuse française                                  | 2019 | Lauréat   |
| Suisse      | UEFA Awards                      | Meilleure défenseure de la saison                            | 2020 | Lauréat   |
| France      | Fédération française de football | Médaille des légendaires                                     | 2020 | Lauréat   |
| Pays-Bas    | FIFPro Awards                    | Prix défenseure FIFPro Women's World XI                      | 2020 | Lauréat   |
| Allemagne   | IFFHS                            | Défenseure de l'équipe mondiale féminine IFFHS               | 2020 | Lauréat   |
| Suisse      | UEFA                             | Défenseure de la Women's Team Of The Year                    | 2020 | Lauréat   |
| Allemagne   | IFFHS                            | Défenseure de l'équipe mondiale féminine de la décennie      | 2020 | Lauréat   |
| Allemagne   | IFFHS                            | Défenseure de l'équipe mondiale féminine UEFA de la décennie | 2020 | Lauréat   |
| France      | Trophées UNFP                    | Membre de l'équipe type de la D1 Arkema                      | 2021 | Lauréat   |
| Allemagne   | IFFHS                            | Membre de l'équipe de rêve européenne                        | 2021 | Lauréat   |
| Pays-Bas    | FIFPro Awards                    | Prix défenseure FIFPro Women's World XI                      | 2021 | Lauréat   |
| France      | Prix ACT Maurice Tubiana         | Prix du Jury                                                 | 2022 | Lauréat   |
| France      | Trophées UNFP                    | Membre de l'équipe type de la D1 Arkema                      | 2022 | Lauréat   |
| Pays-Bas    | FIFPro Awards                    | Prix défenseure FIFPro Women's World XI                      | 2023 | Lauréat   |
| France      | Trophées UNFP                    | Membre de l'équipe type de la D1 Arkema                      | 2023 | Lauréat   |

## Soutien politique
Elle annonce son soutien à Emmanuel Macron lors de l'élection présidentielle française de 2017.

### Documentaire
- Les Joueuses (2020), sous-titré #Paslàpourdanser, de Stéphanie Gillard